# Boa Vista do Ramos
Boa Vista do Ramos es un municipio brasileño del estado de Amazonas.

## Historia
La historia de Boa Vista do Ramos se encuentra ligada a la historia del municipio de Maués.
En 1798, fue fundada la aldea de Lusea. A mediados del siglo XIX, varios conflictos ocurrieron en la región, entre blancos y pueblos indígenas, siendo efectiva también la participación de cabanos, oriundos de la Cabanagem.
Cuando se crea el Estado de Amazonas, en 1850, Lusea se convierte en uno de los catorce municipios existentes en la provincia. Su nombre es cambiado, en 1892, a Maués, y se convirtió en sede de la Comarca en 1895. En 10 de diciembre de 1981, a través de la Enmienda Constitucional nº 12, el poblado de Boa Vista do Ramos, además de otros territorios pertenecientes a Maués y áreas adyacentes de los municipios de Barreirinha y Urucurituba, pasan a constituir el nuevo municipio de Boa Vista do Ramos.

## Geografía
Su población estimada en 2009 era de 13.994 habitantes, distribuidos en un área geográfica de 2.587 km², que resulta en una densidad demográfica de 5,409 hab/km²